# Yuri Konoválov (regatista)
Yuri Anatólievich Konoválov –en ruso, Юрий Анатольевич Коновалов– (23 de septiembre de 1991) es un deportista ruso que compitió para la Unión Soviética en vela en la clase Tornado.
Ganó una medalla de oro en el Campeonato Mundial de Tornado de 1988 y dos medallas en el Campeonato Europeo de Tornado, oro en los años 1989 y plata en 1996.
Participó en tres Juegos Olímpicos de Verano, entre los años 1988 y 1996, ocupando el séptimo lugar en Seúl 1988, en la clase Tornado.

## Palmarés internacional
| \| Representando a la URSS \| \| \| \| \| Campeonato Mundial \| \| \| \| \| Año \| Lugar \| Medalla \| Clase \| \| 1988 \| Tallin (URSS) \| Medalla de oro \| Tornado \| \| Campeonato Europeo \| \| \| \| \| Año \| Lugar \| Medalla \| Clase \| \| 1989 \| Travemünde (RFA) \| Medalla de oro \| Tornado \| \| Representando a Rusia \| \| \| \| \| Campeonato Europeo \| \| \| \| \| Año \| Lugar \| Medalla \| Clase \| \| 1996 \| Attersee (Austria) \| Medalla de plata \| Tornado \| |                    |                  |         |
| Representando a la URSS |                    |                  |         |
| Campeonato Mundial |                    |                  |         |
| Año | Lugar              | Medalla          | Clase   |
| 1988 | Tallin (URSS)      | Medalla de oro   | Tornado |
| Campeonato Europeo |                    |                  |         |
| Año | Lugar              | Medalla          | Clase   |
| 1989 | Travemünde (RFA)   | Medalla de oro   | Tornado |
| Representando a Rusia |                    |                  |         |
| Campeonato Europeo |                    |                  |         |
| Año | Lugar              | Medalla          | Clase   |
| 1996 | Attersee (Austria) | Medalla de plata | Tornado |